# جزيرة لاما

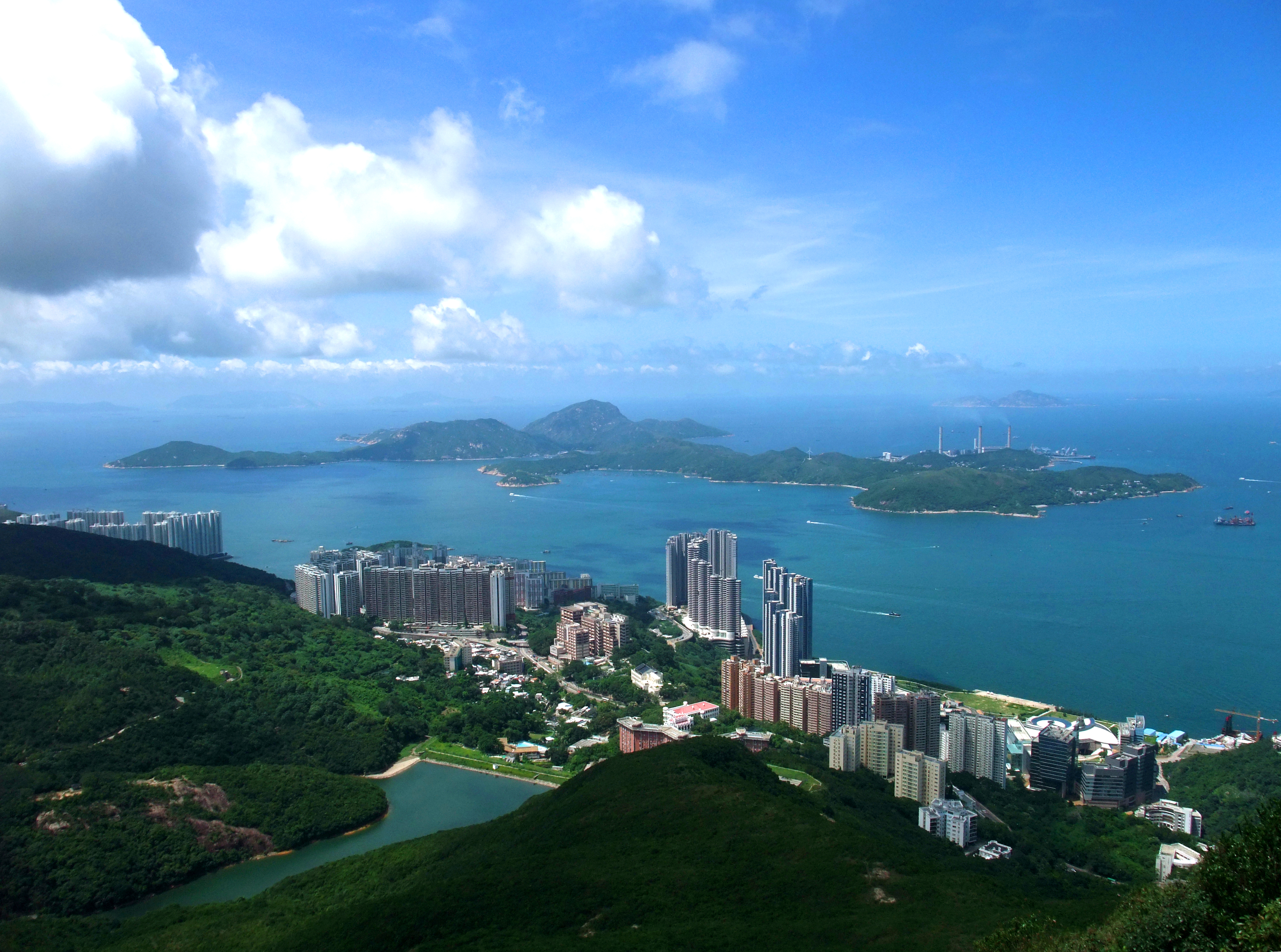
جزيرة لاما

جزيرة لاما (بالإنجليزية: Lamma Island)‏ و (بالصينية: 南丫島) وهي إحدى جُزُر هونغ كونغ جنوب الصين وهي ثالث أكبر جُزر هونغ كونغ وهي جُزُء من مقاطعة الجزر في هونغ كونغ وهذه الجزيرة هي مقصد سياحي وفيها آثار تعود إلى 3000-4000 سنة قبل الميلاد.